# Płaton (Igumnow)
Płaton (Igumnow) (ros. Платон (Игумнов); ur. 24 października 1945) – rosyjski archimandryta prawosławny, profesor teologii moralnej w Moskiewskiej Akademii Duchownej. W roku 1968 ukończył studia w Państwowym Instytucie Medycznym w Irkucku, a w 1979 obronił w Moskiewskiej Akademii Duchownej rozprawę kandydacką o poglądach teologicznych Siergieja Bułgakowa. W 1983 uzyskał tytuł igumena, a w 1985 został archimandrytą.

## Wybrane prace
- Платон (Игумнов), архимандрит: Православное нравственное богословие (Prawosławna teologia moralna). Siergijew Posad: Ławra Troicko-Siergijewska, 1994, seria: podręcznik akademicki. (ros.). Brak numerów stron w książce
- Igumnov P. Adam’s sin as a psychological and ethical problem. Psikhologicheskaya nauka i obrazovanie [Psychological Science and Education], 2011. Vol. 3, no. 3 (In Russ., аbstr. in Engl.)